# Rally di Catalogna 1999
Il Rally di Catalogna 1999, ufficialmente denominato 35º Rallye Catalunya-Costa Brava - Rallye de España, è stata la quinta prova del campionato del mondo rally 1999 nonché la trentacinquesima edizione del Rally di Catalogna e la decima con valenza mondiale. La manifestazione si è svolta dal 19 al 21 aprile sugli asfalti che attraversano le colline della Costa Brava, in Catalogna..
L'evento è stato vinto dal francese Philippe Bugalski, navigato dal connazionale Jean-Paul Chiaroni, al volante di una Citroën Xsara Kit Car della squadra ufficiale Automobiles Citroën, davanti all'altra coppia francese formata da Didier Auriol e Denis Giraudet su Toyota Corolla WRC del Toyota Castrol Team e a quella finlandese composta da Tommi Mäkinen e Risto Mannisenmäki, su Mitsubishi Lancer Evo VI del team Marlboro Mitsubishi Ralliart.

## Dati della prova
| Denominazione ufficiale             | Rallye Catalunya - Costa Brava |
| Edizione N°                         | 35 |
| Tappa N°                            | 5 di 14 |
| Data manifestazione                 | da lunedì 19/04/1999 a mercoledì 21/04/1999 |
| Sede ospitante                      | Lloret de Mar (provincia di Girona, Catalogna) |
| Sede parco assistenza               | Prima frazione: Gerona (provincia di Girona, Catalogna) e Manlleu (provincia di Barcellona, Catalogna). Seconda frazione: La Selva del Camp e Móra la Nova (provincia di Tarragona, Catalogna). Terza frazione: Manlleu; Lloret de Mar (provincia di Girona, Catalogna). |
| Superficie                          | Asfalto |
| Iscritti                            | 109 |
| Partiti                             | 109 |
| Arrivati                            | 56 (51,4%) |
| Prove speciali                      | 19 |
| Prova più breve                     | 10,62 km (PS15: Coll de Santigosa) |
| Prova più lunga                     | 45,88 km (PS13: Gratallops - Escaladei) |
| Prova più lenta                     | velocità media di 85,68 km/h (PS11: Riudecanyes) |
| Prova più veloce                    | velocità media di 99,72 km/h (PS9: Prades) |
| Lunghezza prove speciali            | 396,01 km (23,3% della distanza totale) |
| Lunghezza complessiva trasferimenti | 1317,30 km |
| Distanza totale                     | 1713,31 km |

## Itinerario
| Frazione            | Prova  | Ora    | Nome                                    | Partenza                                    | Arrivo                                  | Lunghezza | Totale    |
| ------------------- | ------ | ------ | --------------------------------------- | ------------------------------------------- | --------------------------------------- | --------- | --------- |
| Frazione 1 (19 apr) |        | 09:49  | Assistenza – Gerona (10 min)            | Assistenza – Gerona (10 min)                | Assistenza – Gerona (10 min)            | –         | 135,30 km |
| Frazione 1 (19 apr) | PS1    | 09:49  | Els Angels 1                            | Quart                                       | Madremanya                              | 15,66 km  | 135,30 km |
| Frazione 1 (19 apr) | PS2    | 10:46  | Santa Pellaia 1                         | Cruïlles, Monells i Sant Sadurní de l'Heura | Cassà de la Selva                       | 11,66 km  | 135,30 km |
| Frazione 1 (19 apr) |        | 11:32  | Assistenza – Gerona (20 min)            | Assistenza – Gerona (20 min)                | Assistenza – Gerona (20 min)            | –         | 135,30 km |
| Frazione 1 (19 apr) | PS3    | 12:41  | Coll de Bracons 1                       | Sant Pere de Torelló                        | La Vall d'en Bas                        | 19,89 km  | 135,30 km |
| Frazione 1 (19 apr) | PS4    | 13:20  | La Trona 1                              | Sant Hipòlit de Voltregà                    | Sant Boi de Lluçanès                    | 12,86 km  | 135,30 km |
| Frazione 1 (19 apr) |        | 14:23  | Assistenza – Manlleu (20 min)           | Assistenza – Manlleu (20 min)               | Assistenza – Manlleu (20 min)           | –         | 135,30 km |
| Frazione 1 (19 apr) | PS5    | 15:05  | La Fullaca - Arbucies 1                 | Sant Sadurní d'Osormort                     | Arbúcies                                | 32,64 km  | 135,30 km |
| Frazione 1 (19 apr) | PS6    | 15:53  | Cladells 1                              | Arbúcies                                    | Santa Coloma de Farners                 | 15.27 km  | 135,30 km |
| Frazione 1 (19 apr) |        | 16:48  | Assistenza – Gerona (20 min)            | Assistenza – Gerona (20 min)                | Assistenza – Gerona (20 min)            | –         | 135,30 km |
| Frazione 1 (19 apr) | PS7    | 09:49  | Els Angels 2                            | Quart                                       | Madremanya                              | 15,66 km  | 135,30 km |
| Frazione 1 (19 apr) | PS8    | 10:46  | Santa Pellaia 2                         | Cruïlles, Monells i Sant Sadurní de l'Heura | Cassà de la Selva                       | 11,66 km  | 135,30 km |
| Frazione 1 (19 apr) |        | 18:41  | Assistenza – Gerona (45 min)            | Assistenza – Gerona (45 min)                | Assistenza – Gerona (45 min)            | –         | 135,30 km |
|                     |        |        |                                         |                                             |                                         |           |           |
| Frazione 2 (20 mar) |        | 09:35  | Assistenza – La Selva del Camp (10 min) | Assistenza – La Selva del Camp (10 min)     | Assistenza – La Selva del Camp (10 min) | –         | 169,43 km |
| Frazione 2 (20 mar) | PS9    | 10:29  | Prades                                  | Vimbodí i Poblet                            | Prades                                  | 13,77 km  | 169,43 km |
| Frazione 2 (20 mar) | PS10   | 10:29  | La Riba 1                               | Vilaplana                                   | La Riba                                 | 32,86 km  | 169,43 km |
| Frazione 2 (20 mar) |        | 12:11  | Assistenza – La Selva del Camp (20 min) | Assistenza – La Selva del Camp (20 min)     | Assistenza – La Selva del Camp (20 min) | –         | 169,43 km |
| Frazione 2 (20 mar) | PS11   | 12:59  | Riudecanyes                             | Riudecanyes                                 | Duesaigües                              | 12,68 km  | 169,43 km |
| Frazione 2 (20 mar) | PS12   | 13:20  | Sta. Marina                             | Pradell de la Teixeta                       | Tivissa                                 | 31,38 km  | 169,43 km |
| Frazione 2 (20 mar) |        | 14:17  | Assistenza – Móra la Nova (20 min)      | Assistenza – Móra la Nova (20 min)          | Assistenza – Móra la Nova (20 min)      | –         | 169,43 km |
| Frazione 2 (20 mar) | PS13   | 15:04  | Gratallops - Escaladei                  | Gratallops                                  | Torroja del Priorat                     | 45,88 km  | 169,43 km |
| Frazione 2 (20 mar) |        | 16:34  | Assistenza – Móra la Nova (20 min)      | Assistenza – Móra la Nova (20 min)          | Assistenza – Móra la Nova (20 min)      | –         | 169,43 km |
| Frazione 2 (20 mar) | PS14   | 17:41  | La Riba 2                               | Vilaplana                                   | La Riba                                 | 32,86 km  | 169,43 km |
| Frazione 2 (20 mar) |        | 18:36  | Assistenza – La Selva del Camp (45 min) | Assistenza – La Selva del Camp (45 min)     | Assistenza – La Selva del Camp (45 min) | –         | 169,43 km |
|                     |        |        |                                         |                                             |                                         |           |           |
| Frazione 3 (2 apr)  |        | 09:38  | Assistenza – Manlleu (10 min)           | Assistenza – Manlleu (10 min)               | Assistenza – Manlleu (10 min)           | –         | 91.28 km  |
| Frazione 3 (2 apr)  | PS15   | 10:31  | Coll de Santigosa                       | Sant Joan de les Abadesses                  | La Vall de Bianya                       | 10,62 km  | 91.28 km  |
| Frazione 3 (2 apr)  | PS16   | 11:07  | Coll de Bracons 2                       | Sant Pere de Torelló                        | La Vall d'en Bas                        | 19,89 km  | 91.28 km  |
| Frazione 3 (2 apr)  | PS17   | 11:46  | La Trona 2                              | Sant Hipòlit de Voltregà                    | Sant Boi de Lluçanès                    | 12,86 km  | 91.28 km  |
| Frazione 3 (2 apr)  |        | 12:49  | Assistenza – Manlleu (10 min)           | Assistenza – Manlleu (10 min)               | Assistenza – Manlleu (10 min)           | –         | 91.28 km  |
| Frazione 3 (2 apr)  | PS18   | 13:31  | La Fullaca - Arbucies 2                 | Sant Sadurní d'Osormort                     | Arbúcies                                | 32,64 km  | 91.28 km  |
| Frazione 3 (2 apr)  | PS19   | 14:19  | Cladells 2                              | Arbúcies                                    | Santa Coloma de Farners                 | 15.27 km  | 91.28 km  |
| Frazione 3 (2 apr)  |        | 15:11  | Assistenza – Lloret de Mar (10 min)     | Assistenza – Lloret de Mar (10 min)         | Assistenza – Lloret de Mar (10 min)     | –         | 91.28 km  |
| Totale              | Totale | Totale | Totale                                  | Totale                                      | Totale                                  | Totale    | 396,01 km |

## Risultati

### Classifica
| Pos.                                 | Nº       | Pilota              | Co-pilota           | Auto                         | Squadra                      | Classe       | Tempo     | Distacco | Punti    |
| Generale                             | Generale | Generale            | Generale            | Generale                     | Generale                     | Generale     | Generale  | Generale | Generale |
| ------------------------------------ | -------- | ------------------- | ------------------- | ---------------------------- | ---------------------------- | ------------ | --------- | -------- | -------- |
| 1.                                   | 16       | Philippe Bugalski   | Jean-Paul Chiaroni  | Citroën Xsara Kit Car        | Automobiles Citroën          | A7           | 4h13'45"6 | –        | 10       |
| 2.                                   | 4        | Didier Auriol       | Denis Giraudet      | Toyota Corolla WRC           | Toyota Castrol Team          | WRC          | 4h14'17"4 | +31"8    | 6        |
| 3.                                   | 1        | Tommi Mäkinen       | Risto Mannisenmäki  | Mitsubishi Lancer Evo VI     | Marlboro Mitsubishi Ralliart | WRC          | 4h16'06"7 | +2'21"1  | 4        |
| 4.                                   | 2        | Freddy Loix         | Sven Smeets         | Mitsubishi Carisma GT Evo VI | Marlboro Mitsubishi Ralliart | WRC          | 4h16'21"0 | +2'35"4  | 3        |
| 5.                                   | 5        | Richard Burns       | Robert Reid         | Subaru Impreza WRC99         | Subaru World Rally Team      | WRC          | 4h17'47"5 | +4'01"9  | 2        |
| 6.                                   | 14       | Juha Kankkunen      | Juha Repo           | Subaru Impreza WRC99         | Subaru World Rally Team      | WRC          | 4h18'32"9 | +4'47"3  | 1        |
| 7.                                   | 6        | Bruno Thiry         | Stéphane Prévot     | Subaru Impreza WRC99         | Subaru World Rally Team      | WRC          | 4h18'46"9 | +5'01"3  | -        |
| 8.                                   | 19       | Oriol Gómez Marco   | Oriol Julià Pascual | Renault Mégane Maxi          | Renault Sport España         | A7 / 2L      | 4h19'34"3 | +5'48"7  | -        |
| 9.                                   | 25       | Luis Climent        | Álex Romaní         | Subaru Impreza WRC98         | Valencia Terra y Mar         | WRC / TC     | 4h20'14"4 | +6'28"8  | -        |
| 10.                                  | 10       | Piero Liatti        | Carlo Cassina       | SEAT Córdoba WRC             | SEAT Sport                   | WRC          | 4h20'53"0 | +7'07"4  | -        |
| Campionato piloti vetture produzione |          |                     |                     |                              |                              |              |           |          |          |
| 1. (17.)                             | 34       | Hamed Al-Wahaibi    | Tony Sircombe       | Mitsubishi Lancer Evo V      | Team Mitsubishi Oman         | N4 / PWRC TC | 4h36'18"3 | –        | 13       |
| 2. (18.)                             | 55       | Giovanni Manfrinato | Claudio Condotta    | Mitsubishi Lancer Evo V      | -                            | N4 / PWRC    | 4h36'41"2 | +22"9    | 8        |
| 3. (22.)                             | 30       | Gustavo Trelles     | Martin Christie     | Mitsubishi Lancer Evo V      | Ralliart Italia              | N4 / PWRC    | 4h42'53"3 | +6'35"0  | 5        |
| 4. (22.)                             | 56       | Michal Gargulák     | Jiří Malčík         | Mitsubishi Carisma GT Evo V  | Slovnaft Rally Team          | N4 / PWRC    | 4h32'10"1 | +9'59"1  | 3        |
| 5. (26.)                             | 33       | Michael Guest       | David Green         | Subaru Impreza WRX           | Winfield World Rally Team    | N4 / PWRC TC | 4h46'22"0 | +10'03"7 | 2        |
| 6. (27.)                             | 57       | Reece Jones         | Leo Bult            | Mitsubishi Lancer Evo V      | Reece Jones Rallysport       | N4 / PWRC    | 4h47'24"4 | +11'06"1 | 1        |
| Coppa FIA squadre                    |          |                     |                     |                              |                              |              |           |          |          |
| 1. (9.)                              | 25       | Luis Climent        | Álex Romaní         | Subaru Impreza WRC98         | Valencia Terra y Mar         | WRC / TC     | 4h20'14"4 | –        | 10       |
| 2. (11.)                             | 26       | Volkan Isik         | Erkan Bodur         | Toyota Corolla WRC           | Toyota Mobil Team Turkey     | WRC / TC     | 4h25'39"5 | +5'25"1  | 6        |
| 3. (13.)                             | 28       | Abdullah Bakhashab  | Michael Park        | Toyota Corolla WRC           | Toyota Team Saudi Arabia     | WRC / TC     | 4h26'58"8 | +6'44"4  | 4        |
| 4. (17.)                             | 34       | Hamed Al-Wahaibi    | Tony Sircombe       | Mitsubishi Lancer Evo V      | Team Mitsubishi Oman         | N4 / TC PWRC | 4h36'18"3 | +16'03"9 | 3        |
| 5. (26.)                             | 33       | Michael Guest       | David Green         | Subaru Impreza WRX           | Winfield World Rally Team    | N4 / TC PWRC | 4h46'22"0 | +26'07"6 | 2        |
| Coppa FIA 2 litri costruttori        |          |                     |                     |                              |                              |              |           |          |          |
| 1. (8.)                              | 19       | Oriol Gómez Marco   | Oriol Julià Pascual | Renault Mégane Maxi          | Renault Sport España         | A7 / 2L      | 4h19'34"3 | –        | 10       |

| Principali ritiri | Principali ritiri | Principali ritiri | Principali ritiri | Principali ritiri  | Principali ritiri   | Principali ritiri | Principali ritiri  | Principali ritiri |
| PS                | Nº                | Pilota            | Co-pilota         | Auto               | Squadra             | Classe            | Causa              | Pos.              |
| ----------------- | ----------------- | ----------------- | ----------------- | ------------------ | ------------------- | ----------------- | ------------------ | ----------------- |
| PS 12             | 12                | Pavel Sibera      | Petr Gross        | Škoda Octavia WRC  | Škoda Motorsport    | WRC               | Incendio           | 22º               |
| PS 13             | 8                 | Simon Jean-Joseph | Fred Gallagher    | Ford Focus WRC     | Ford Motor Co.      | WRC               | Motore             | 15º               |
| PS 14             | 11                | Armin Schwarz     | Manfred Hiemer    | Škoda Octavia WRC  | Škoda Motorsport    | WRC               | Problemi elettrici | 18º               |
| PS 15             | 7                 | Colin McRae       | Nicky Grist       | Ford Focus WRC     | Ford Motor Co Ltd   | WRC               | Ritiro volontario  | 16º               |
| PS 19             | 3                 | Carlos Sainz      | Luis Moya         | Toyota Corolla WRC | Toyota Castrol Team | WRC               | Alternatore        | 5º                |

Legenda
| Icona | Classe                                                                                  |
| ----- | --------------------------------------------------------------------------------------- |
| WRC   | Equipaggio che può conquistare punti per il campionato costruttori WRC                  |
| WRC   | Equipaggio di classe A8 che non può conquistare punti per il campionato costruttori WRC |
| PWRC  | Equipaggio registrato al campionato PWRC                                                |
| 2L    | Equipaggio registrato alla Coppa FIA 2 litri costruttori                                |
| TC    | Equipaggio registrato alla Coppa FIA squadre                                            |
|       | Ulteriori classificazioni                                                               |

### Prove speciali
| Frazione            | Prova | Ora   | Nome                    | Lunghezza | Vincitori                            | Tempo   | Leader del rally                     |
| ------------------- | ----- | ----- | ----------------------- | --------- | ------------------------------------ | ------- | ------------------------------------ |
| Frazione 1 (19 Apr) | PS1   | 09:49 | Els Angels 1            | 15,66 km  | prova interrotta                     | 9'50"7  | Tutti i concorrenti                  |
| Frazione 1 (19 Apr) | PS2   | 10:46 | Santa Pellaia 1         | 11,66 km  | Jesús Puras Marc Martí               | 7'42"6  | Jesús Puras Marc Martí               |
| Frazione 1 (19 Apr) | PS3   | 12:41 | Coll de Bracons 1       | 19,89 km  | Jesús Puras Marc Martí               | 13'02"1 | Jesús Puras Marc Martí               |
| Frazione 1 (19 Apr) | PS4   | 13:20 | La Trona 1              | 12,86 km  | Tommi Mäkinen Risto Mannisenmäki     | 8'31"5  | Jesús Puras Marc Martí               |
| Frazione 1 (19 Apr) | PS5   | 15:05 | La Fullaca - Arbucies 1 | 32,64 km  | Jesús Puras Marc Martí               | 20'28"4 | Jesús Puras Marc Martí               |
| Frazione 1 (19 Apr) | PS6   | 15:53 | Cladells 1              | 15.27 km  | Didier Auriol Denis Giraudet         | 10'00"8 | Jesús Puras Marc Martí               |
| Frazione 1 (19 Apr) | PS7   | 17:28 | Els Angels 2            | 15,66 km  | Didier Auriol Denis Giraudet         | 9'41"4  | Jesús Puras Marc Martí               |
| Frazione 1 (19 Apr) | PS8   | 17:55 | Santa Pellaia 2         | 11,66 km  | Jesús Puras Marc Martí               | 7'43"7  | Jesús Puras Marc Martí               |
|                     |       |       |                         |           |                                      |         |                                      |
| Frazione 2 (20 Apr) | PS9   | 10:29 | Prades                  | 13,77 km  | Philippe Bugalski Jean-Paul Chiaroni | 8'17"1  | Philippe Bugalski Jean-Paul Chiaroni |
| Frazione 2 (20 Apr) | PS10  | 11:20 | La Riba 1               | 32,86 km  | Colin McRae Nicky Grist              | 20'33"4 | Philippe Bugalski Jean-Paul Chiaroni |
| Frazione 2 (20 Apr) | PS11  | 12:59 | Riudecanyes             | 12,68 km  | Didier Auriol Denis Giraudet         | 8'52"8  | Philippe Bugalski Jean-Paul Chiaroni |
| Frazione 2 (20 Apr) | PS12  | 13:20 | Santa Marina            | 31,38 km  | Philippe Bugalski Jean-Paul Chiaroni | 19'18"2 | Philippe Bugalski Jean-Paul Chiaroni |
| Frazione 2 (20 Apr) | PS13  | 15:04 | Gratallops - Escaladei  | 48,88 km  | Philippe Bugalski Jean-Paul Chiaroni | 29'08"9 | Philippe Bugalski Jean-Paul Chiaroni |
| Frazione 2 (20 Apr) | PS14  | 17:41 | La Riba 2               | 32,86 km  | Colin McRae Nicky Grist              | 20'37"8 | Philippe Bugalski Jean-Paul Chiaroni |
|                     |       |       |                         |           |                                      |         | Philippe Bugalski Jean-Paul Chiaroni |
| Frazione 3 (21 Apr) | PS15  | 10:31 | Coll de Santigosa       | 10,62 km  | Tommi Mäkinen Risto Mannisenmäki     | 6'49"2  | Philippe Bugalski Jean-Paul Chiaroni |
| Frazione 3 (21 Apr) | PS16  | 11:07 | Coll de Bracons 2       | 19,89 km  | Tommi Mäkinen Risto Mannisenmäki     | 13'08"8 | Philippe Bugalski Jean-Paul Chiaroni |
| Frazione 3 (21 Apr) | PS17  | 11:46 | La Trona 2              | 12,86 km  | Philippe Bugalski Jean-Paul Chiaroni | 8'31"3  | Philippe Bugalski Jean-Paul Chiaroni |
| Frazione 3 (21 Apr) | PS18  | 13:31 | La Fullaca - Arbucies 1 | 32,64 km  | Philippe Bugalski Jean-Paul Chiaroni | 20'24"9 | Philippe Bugalski Jean-Paul Chiaroni |
| Frazione 3 (21 Apr) | PS19  | 14:19 | Cladells 2              | 15.27 km  | Didier Auriol Denis Giraudet         | 10'08"3 | Philippe Bugalski Jean-Paul Chiaroni |

## Classifiche mondiali
Classifica piloti
| Pos. | Pos. | Pilota            | Punti |
| ---- | ---- | ----------------- | ----- |
| 1    |      | Tommi Mäkinen     | 26    |
| 2    | 1    | Didier Auriol     | 23    |
| 3    | 1    | Colin McRae       | 20    |
| 4    |      | Carlos Sainz      | 16    |
| 5    | N    | Philippe Bugalski | 10    |
| 6    | 1    | Juha Kankkunen    | 8     |
| 7    | 1    | Richard Burns     | 7     |
| 8    | 1    | Thomas Rådström   | 4     |
| 9    | N    | Freddy Loix       | 3     |
| 10   | 2    | François Delecour | 3     |
| 10   | 2    | Ian Duncan        | 3     |
| 12   | 2    | Bruno Thiry       | 3     |
| 13   | 2    | Petter Solberg    | 2     |
| 14   | 2    | Harri Rovanperä   | 1     |
| 15   | 2    | Piero Liatti      | 1     |

Classifica costruttori WRC
| Pos. | Pos. | Squadra                      | Punti |
| ---- | ---- | ---------------------------- | ----- |
| 1    |      | Toyota Castrol Team          | 43    |
| 2    | 1    | Marlboro Mitsubishi Ralliart | 32    |
| 3    | 1    | Ford Motor Co Ltd            | 28    |
| 4    |      | Subaru World Rally Team      | 18    |
| 5    |      | SEAT Sport                   | 8     |